# Coppa di Germania 2021-2022 (hockey su pista)
La Coppa di Germania 2021-2022 è stata la 34ª edizione della principale coppa nazionale tedesca di hockey su pista riservata alle squadre di club. La competizione ha avuto luogo dal 15 gennaio e si è conclusa con il 15 maggio 2022.
Il torneo è stato vinto dal Germania Herringen per la quinta volta nella sua storia superando in finale il Remscheid.

## Risultati

### Ottavi di finale
| Squadra 1           | Risultato | Squadra 2          |
| ------------------- | --------- | ------------------ |
| 15 gennaio 2022     |           |                    |
| Cronenberg          | 14 - 2    | Recklinghausen     |
| Krefeld             | 5 - 7     | Remscheid          |
| 12 febbraio 2022    |           |                    |
| Blue Lions Chemnitz | 4 - 8     | Walsum             |
| Schwerte            | 1 - 15    | Germania Herringen |

### Quarti di finale
| Squadra 1        | Risultato | Squadra 2          |
| ---------------- | --------- | ------------------ |
| 19 febbraio 2022 |           |                    |
| Bison Calenberg  | 1 - 14    | Remscheid          |
| Cronenberg II    | 4 - 12    | Walsum             |
| Düsseldorf Nord  | 3 - 6     | Cronenberg         |
| 20 febbraio 2022 |           |                    |
| Darmstadt        | 3 - 8     | Germania Herringen |

### Semifinali
| Squadra 1     | Risultato | Squadra 2          |
| ------------- | --------- | ------------------ |
| 19 marzo 2022 |           |                    |
| Remscheid     | 4 - 3     | Cronenberg         |
| Walsum        | 3 - 5     | Germania Herringen |

### Finali
| Hamm 14 maggio 2022 Gara di andata | Germania Herringen | 5 – 0 | Remscheid | Glückauf Arena |

| Remscheid 15 maggio 2022 Gara di ritorno | Remscheid | 3 – 4 | Germania Herringen | Sportzentrum Hackenberg |